# 2017年亞洲冬季運動會跳台滑雪比賽
2017年亞洲冬季運動會跳台滑雪比賽於2月21日至25日日本札幌宮之森跳台競技場（標準台）和大倉山跳台競技場（高跳台）舉行。總共有3個男子項目：標準台、高跳台和團體高跳台。

## 獎牌榜
| 排名 | 国家／地区  | 金牌 | 银牌 | 铜牌 | 總數 |
| ---- | ----------- | ---- | ---- | ---- | ---- |
| 1    | 日本（JPN） | 3    | 2    | 0    | 5    |
| 2    | （KAZ）     | 0    | 1    | 2    | 3    |
| 3    | 韩国（KOR） | 0    | 0    | 1    | 1    |
|      | 總計        | 3    | 3    | 3    | 9    |

## 獎牌得主
| 項目           | 金牌                                             | 金牌  | 银牌                                                                          | 银牌  | 铜牌                                     | 铜牌  |
| 男子標準台     | 佐藤幸椰 · 日本（JPN）                           | 254.0 | 岩佐勇研 · 日本（JPN）                                                        | 251.0 | 謝爾蓋·特克特琴科 · （KAZ）              | 238.0 |
| 男子高跳台     | 中村直幹 · 日本（JPN）                           | 255.3 | 岩佐勇研 · 日本（JPN）                                                        | 247.7 | 馬拉特·紮帕羅夫 · （KAZ）                | 245.7 |
| 男子團體高跳台 | 日本 · 岩佐勇研 · 佐藤幸椰 · 中村直幹 · 伊藤將充 | 975.6 | · 沙比爾藏·穆米諾夫 · 康斯坦丁·索科連科 · 馬拉特·紮帕羅夫 · 謝爾蓋·特克特琴科 | 771.0 | 韩国 · 李珠燦 · 崔興喆 · 金鉉起 · 崔栖瑀 | 726.3 |

## 參賽國家
總共有4個國家派員參賽。
- 中国（6）
- 日本（4）
- （4）
- 韩国（5）